# Heterochroma lyctorea
Heterochroma lyctorea là một loài bướm đêm trong họ Noctuidae.